# Englische Rugby-Union-Meisterschaft 2008/09
Die Saison 2008/09 von Premiership Rugby war die 22. Saison der obersten Spielklasse der englischen Rugby-Union-Meisterschaft. Aus Sponsoringgründen trug sie den Namen Guinness Premiership. Sie begann am 6. September 2008, umfasste 22 Spieltage (je eine Vor- und Rückrunde) und dauerte bis zum 25. April 2009. Anschließend qualifizierten sich die vier bestplatzierten Mannschaften für das Halbfinale, die Halbfinalsieger trafen am 16. Mai 2009 im Finale im Twickenham Stadium aufeinander. Die Leicester Tigers konnten zum achten Mal die Meisterschaft gewinnen, Bristol Rugby musste absteigen.

## Guinness Premiership

### Tabelle
M: Letztjähriger Meister

P: Promotion (Aufsteiger) aus der National Division One
|     | Team                   | Spiele | Siege | Unent. | Ndlg. | Spiel- punkte | Diff. | Bonus- punkte | Tabellen- punkte |
| --- | ---------------------- | ------ | ----- | ------ | ----- | ------------- | ----- | ------------- | ---------------- |
| 01. | Leicester Tigers       | 22     | 15    | 1      | 6     | 582:401       | + 181 | 9             | 71               |
| 02. | Harlequins             | 22     | 14    | 1      | 7     | 519:387       | + 132 | 8             | 66               |
| 03. | London Irish           | 22     | 12    | 1      | 9     | 551:386       | + 165 | 16            | 66               |
| 04. | Bath Rugby             | 22     | 13    | 2      | 7     | 539:441       | + 98  | 9             | 65               |
| 05. | Sale Sharks            | 22     | 13    | 0      | 9     | 447:410       | + 37  | 9             | 60               |
| 06. | Gloucester RFC         | 22     | 12    | 0      | 10    | 435:448       | − 13  | 9             | 57               |
| 07. | London Wasps (M)       | 22     | 11    | 0      | 11    | 431:416       | + 15  | 9             | 53               |
| 08. | Northampton Saints (P) | 22     | 10    | 1      | 11    | 443:434       | + 9   | 7             | 49               |
| 09. | Saracens               | 22     | 9     | 0      | 13    | 437:447       | − 10  | 11            | 47               |
| 10. | Newcastle Falcons      | 22     | 9     | 1      | 12    | 362:456       | − 94  | 6             | 44               |
| 11. | Worcester Warriors     | 22     | 7     | 2      | 13    | 348:530       | − 182 | 2             | 34               |
| 12. | Bristol Rugby          | 22     | 2     | 1      | 19    | 299:637       | − 338 | 7             | 17               |

1. ↑  Den Sale Sharks wurde ein Punkt abgezogen, da der Verein einen nicht angemeldeten Spieler eingesetzt hatte.
 Sharks hit with point deduction. BBC, 20. April 2009, abgerufen am 26. April 2009 (englisch).

Die Punkte wurden wie folgt verteilt:
- 4 Punkte bei einem Sieg
- 2 Punkte bei einem Unentschieden
- 0 Punkte bei einer Niederlage (vor möglichen Bonuspunkten)
- 1 Bonuspunkt für vier oder mehr Versuche, unabhängig vom Endstand
- 1 Bonuspunkt bei einer Niederlage mit sieben oder weniger Punkten Unterschied

### Playoff
Halbfinale
| 9. Mai 2009 15:00 | Leicester Tigers                                                                                          | 24 : 10        | Bath Rugby                                       | Walkers Stadium, Leicester Zuschauer: 18.850 Schiedsrichter: Dave Walker |
| 9. Mai 2009 15:00 | Versuche: Hipkiss 17. erh. Vesty 38. erh. Moody 69. erh. Erhöhungen: Dupuy (3) Straftritte: Dupuy (1) 51. | (14:0) Bericht | Versuche: Claassens 46. n.erh. Hooper 57. n.erh. | Walkers Stadium, Leicester Zuschauer: 18.850 Schiedsrichter: Dave Walker |

| 9. Mai 2009 17:30 | Harlequins | 0 : 17        | London Irish                                                                                   | The Stoop, London Zuschauer: 12.638 Schiedsrichter: Chris White |
| 9. Mai 2009 17:30 | Versuche: Simpson-Daniel 57. erh. Erhöhungen: Lamb (1) Straftritte: Lamb (5) 6., 17., 29., 38., 49. Dropgoals: Walker (1) 76. | (0:0) Bericht | Versuche: Hudson 52. erh. Catt 75. erh. Erhöhungen: Armitage (2) Straftritte: Armitage (1) 43. | The Stoop, London Zuschauer: 12.638 Schiedsrichter: Chris White |

Finale
| 16. Mai 2009 17:30 | Leicester Tigers                                                          | 10 : 9        | London Irish                                               | Twickenham Stadium, London Zuschauer: 81.601 Schiedsrichter: Wayne Barnes |
| 16. Mai 2009 17:30 | Versuche: Crane 61. erh. Erhöhungen: Dupuy (1) Straftritte: Dupuy (1) 17. | (3:3) Bericht | Straftritte: Armitage (2) 49., 72. Dropgoals: Hewat (1) 1. | Twickenham Stadium, London Zuschauer: 81.601 Schiedsrichter: Wayne Barnes |

| 15                 | Geordan Murphy  |
| 14                 | Scott Hamilton  |
| 13                 | Dan Hipkiss     |
| 12                 | Ayoola Erinle   |
| 11                 | Johne Murphy    |
| 10                 | Sam Vesty       |
| 09                 | Julien Dupuy    |
| 08                 | Jordan Crane    |
| 07                 | Ben Woods       |
| 06                 | Craig Newby     |
| 05                 | Ben Kay         |
| 04                 | Tom Croft       |
| 03                 | Julian White    |
| 02                 | George Chuter   |
| 01                 | Marcos Ayerza   |
| Auswechselspieler: |                 |
| 16                 | Benjamin Kayser |
| 17                 | Dan Cole        |
| 18                 | Louis Deacon    |
| 19                 | Lewis Moody     |
| 20                 | Harry Ellis     |
| 21                 | Matt Smith      |
| 22                 | Tom Varndell    |

| 15                 | Peter Hewat         |
| 14                 | Adam Thompston      |
| 13                 | Delon Armitage      |
| 12                 | Seilala Mapusua     |
| 11                 | Sailosi Tagicakibau |
| 10                 | Mike Catt           |
| 09                 | Paul Hodgson        |
| 08                 | Chris Hala’ufia     |
| 07                 | Steffon Armitage    |
| 06                 | Declan Danaher      |
| 05                 | Bob Casey           |
| 04                 | James Hudson        |
| 03                 | Richard Skuse       |
| 02                 | Danie Coetzee       |
| 01                 | Clarke Dermody      |
| Auswechselspieler: |                     |
| 16                 | Alex Corbisiero     |
| 17                 | James Buckland      |
| 18                 | Gary Johnson        |
| 19                 | Richard Thorpe      |
| 20                 | Elvis Sevealiʻi     |
| 21                 | Peter Richards      |
| 22                 | Tom Homer           |

### Statistik
Meiste erzielte Versuche
|   | Name        | Versuche | Spiele | Verein      |
| - | ----------- | -------- | ------ | ----------- |
| 1 | Joe Maddock | 11       | 19     | Bath        |
| 2 | Mark Cueto  | 9        | 13     | Sale        |
| 2 | Paul Diggin | 9        | 15     | Northampton |
| 2 | Ugo Monye   | 9        | 16     | Harlequins  |
| 2 | David Lemi  | 9        | 20     | Bristol     |

Meiste erzielte Punkte
|   | Name            | Punkte | Spiele | Verein       |
| - | --------------- | ------ | ------ | ------------ |
| 1 | Glen Jackson    | 239    | 21     | Saracens     |
| 2 | Butch James     | 212    | 20     | Bath         |
| 3 | Charlie Hodgson | 187    | 22     | Sale         |
| 4 | Stephen Myler   | 158    | 20     | Northampton  |
| 5 | Peter Hewat     | 149    | 18     | London Irish |

## National Division One
Die Saison der zweiten Liga (National Division One) dauerte vom 30. August 2008 bis zum 25. April 2009 und umfasste 30 Spieltage (je eine Vor- und Rückrunde). Die bestplatzierte Mannschaft Leeds Carnegie stieg in die Premiership auf. Da die Liga in der folgenden Saison auf zwölf Mannschaften verkleinert wurde, stiegen fünf statt wie bisher zwei Mannschaften in die National Division Two ab; nur eine Mannschaft stieg auf.
Tabelle

P: Promotion (Aufsteiger) aus der National Division Two

R: Relegation (Absteiger) aus der Premiership
|     | Team               | Spiele | Siege | Unent. | Ndlg. | Spiel- punkte | Diff. | Bonus- punkte | Tabellen- punkte |
| --- | ------------------ | ------ | ----- | ------ | ----- | ------------- | ----- | ------------- | ---------------- |
| 01. | Leeds Carnegie (R) | 30     | 28    | 0      | 2     | 1238:376      | + 862 | 21            | 133              |
| 02. | Exeter Chiefs      | 30     | 23    | 2      | 5     | 1077:453      | + 624 | 23            | 119              |
| 03. | Bedford Blues      | 30     | 23    | 0      | 7     | 892:472       | + 420 | 19            | 111              |
| 04. | Nottingham RFC     | 30     | 22    | 0      | 8     | 973:499       | + 474 | 20            | 106              |
| 05. | Doncaster RFC      | 30     | 21    | 2      | 7     | 895:571       | + 324 | 17            | 105              |
| 06. | London Welsh       | 30     | 19    | 0      | 11    | 788:611       | + 177 | 17            | 93               |
| 07. | Cornish Pirates    | 30     | 16    | 1      | 13    | 744:578       | + 166 | 16            | 82               |
| 08. | Moseley RFC        | 30     | 13    | 0      | 17    | 814:782       | + 32  | 21            | 73               |
| 09. | Coventry RFC       | 30     | 14    | 0      | 16    | 639:712       | − 73  | 16            | 72               |
| 10. | Rotherham RUFC     | 30     | 15    | 1      | 14    | 794:777       | + 17  | 12            | 70               |
| 11. | Plymouth Albion    | 30     | 13    | 2      | 15    | 607:669       | − 62  | 10            | 66               |
| 12. | Esher RFC          | 30     | 12    | 1      | 17    | 676:830       | − 154 | 11            | 61               |
| 13. | Sedgley Park RUFC  | 30     | 6     | 0      | 24    | 458:1206      | − 748 | 10            | 34               |
| 14. | Newbury RFC        | 30     | 4     | 2      | 24    | 419:1047      | − 628 | 7             | 27               |
| 15. | Otley RUFC (P)     | 30     | 3     | 1      | 26    | 418:1118      | − 700 | 9             | 23               |
| 16. | Manchester (P)     | 30     | 2     | 0      | 28    | 434:1165      | − 731 | 9             | 17               |

1. ↑  Nottingham wurden zwei Punkte wegen Regelverletzungen abgezogen.
2. ↑  Rothertham wurden vier Punkte wegen Regelverletzungen abgezogen.

Die Punkte wurden wie folgt verteilt:
- 4 Punkte bei einem Sieg
- 2 Punkte bei einem Unentschieden
- 0 Punkte bei einer Niederlage (vor möglichen Bonuspunkten)
- 1 Bonuspunkt für vier oder mehr Versuche, unabhängig vom Endstand
- 1 Bonuspunkt bei einer Niederlage mit sieben oder weniger Punkten Unterschied